# 신배
신배(申培, ? ~ ?)는 전한 초기 ~ 중기의 유학자로, 노나라 사람이다. 《사기》에서는 대개 이름자 대신 존칭인 공(公)을 대신 붙여 신공(申公)이라고 일컬으며, 또는 신배공(申培公)이라고 한다.

## 생애
순자의 제자인 제나라 사람 부구백(浮丘伯)의 밑에서 《시》를 배웠다.
고제가 노나라에 왔을 때 신배는 스승과 함께 노나라의 남궁(南宮)에서 고제를 알현하였다. 동문인 유교는 초왕이 된 후 신배를 불러들여 중대부에 봉했고, 신배는 여후 때에는 장안에서 유학하여 유교의 아들 유영객과 함께 공부하였다.
훗날 유영객이 초왕이 되었을 때 초나라 태자 유무의 스승이 되었는데, 평소 학문을 싫어하였던 유무는 유영객의 뒤를 이어 왕이 되고나서는 신배를 배척하였다. 이를 수치스럽게 여긴 신배는 집에 틀어박혔고, 왕의 명령이 있을 때 말고는 손님도 맞이하지 않았다.
무제 때, 신배의 제자 조관과 왕장은 각각 어사대부·낭중령이 되어 크게 신임을 받았다. 이때 무제는 명당(明堂)을 지어 제후들을 불러모아 의식을 행하려 하였고, 조관과 왕장은 신배를 천거하였다. 무제는 이들을 대동하여 신배를 찾아갔으나, 이미 80여 세였던 신배는 기력이 쇠하여 조언만 남겼다.
| “ | 다스림이란, 말을 많이 하는 것이 아니라 행동하기에 달렸습니다. | ” |

화려한 글솜씨 같은 것을 좋아했던 무제는 신배의 말에 아무 대답도 하지 않았으나, 모처럼 임용하기로 하였으니 신배에게 태중대부 직책을 내려주고 노나라 왕의 저택을 하사하여 그곳에서 명당에 관한 일을 의논하게 하였다. 그러나 황로학을 좋아하였던 두태후는 조관과 왕장의 잘못을 들추어내어 추궁하였고, 결국 무제는 이들을 형리에게 넘겼다. 둘은 스스로 목숨을 끊었고, 신배 또한 면직되어 고향으로 돌아가고 몇 년 후 죽었다.

## 학통 계승

### 주패
교서내사를 지냈다.

### 하관
성양내사를 지냈다.

### 노사
탕군 사람으로, 동해태수를 지냈다.

### 무생
동해군 난릉현(蘭陵縣) 사람으로, 장사내사를 지냈다.

### 서언
교서중위를 지냈다.

### 궐문경기
추(鄒) 사람으로, 교동내사를 지냈다. 관원과 백성들 모두 그의 다스림을 칭송하였고, 제자들은 아무리 우둔하여도 대부(大夫)·낭(郞)·장고(掌故)를 지낸 자가 백여 명이었다.